# Eptesicus gobiensis
Eptesicus gobiensis és una espècie de ratpenat que viu a l'Afganistan, la Xina, l'Índia, Mongòlia, el Pakistan i Rússia.